# Olive Deering
Olive Deering (11 de outubro de 1918 - 22 de março de 1986) foi uma atriz da televisão norte-americana, ativa desde o final dos anos 1940 a meados dos anos 1960. 
Irmã de Alfred Ryder. Seu papel mais famoso foi como Miriam em "Sansão e Dalila" (1949). Em "Os Dez Mandamentos" (1956), ela interpretou uma personagem com o mesmo nome - a irmã de Moisés. Uma de suas últimas aparições na televisão foi em um episódio de The Alfred Hitchcock Hour chamado "One of the Family" (data de ar original 8 de fevereiro de 1965). Foi enterrada no Cemitério Kensico em Valhalla.
Ela era membro vitalício do Actors Studio, assim como seu irmão mais velho, Alfred Ryder.